# عقيل بور أنصاري
عقيل بور أنصاري (بالفارسية: عقیل پورانصاری) هو لاعب كرة قدم إيراني. حضر عقيل بور انصاري خلال مسيرته الرياضية في عدة فرق ومنها فريق إيرانجافان بوشهر لكرة القدم الإيراني.